# Прозерпіо
Прозерпіо (італ. Proserpio) — муніципалітет в Італії, у регіоні Ломбардія, провінція Комо.
Прозерпіо розташоване на відстані близько 510 км на північний захід від Рима, 40 км на північ від Мілана, 13 км на схід від Комо.
Населення — 912 осіб (2014).

## Демографія
Населення за роками:

Станом на 1 січня 2023 року в муніципалітеті офіційно проживали 33 іноземці з 13 країн, серед них 9 громадян країн Євросоюзу та 2 громадяни України.

## Сусідні муніципалітети
- Канцо
- Кастельмарте
- Ерба
- Лонгоне-аль-Сегрино